# Tarakanivská pevnost
Tarakanivská pevnost (ukrajinsky Тараканівський форт, Tarakanivskyj fort) je architektonická památka z 19. století, která se nachází nedaleko vesnice Tarakaniv v Dubenském rajónu Rovenské oblasti u řeky Ikva. Nedaleko pevnosti prochází hlavní silnice M06 Kyjev–Čop.

## Historie
Po třetím dělení Polska na konci 18. století procházela linií Zbaraž—Brody—Berestečko—Sokal hranice mezi Ruským impériem a Rakouským císařstvím. Při obraně svých západních hranic se carská vláda rozhodla vybudovat systém opevnění.
Práce na budování začaly v 60. letech 19. století. Hlavním architektem pevnosti, jež mimo jiné navrhl i celou řadu dalších opevněných oblastí, se stal hrdina obrany Sevastopolu, vojenský inženýr, fortifikátor a generální pobočník Eduard Totleben. V roce 1873 bylo na stavbu pevnosti vyhrazeno 66 milionů rublů. V 70. a 80. letech 19. století se na tvrzi poměrně intenzivně pracovalo. Kromě kamene a cihel byl při stavbě využit na tu dobu i novější materiál, beton. V roce 1890 si prohlédli pevnost členové královské rodiny, což svědčí o dokončení prací.
V roce 1912 navštívil pevnost v rámci vojensko-inženýrské inspekce jihozápadního vojenského okruhu armádní inženýr Dimitrij Michaljovič Karbyšev.
První testy pevnosti proběhly během První světové války. Na začátku války, v roce 1915, jihozápadní část ruské fronty postoupila pevnost bez boje. Devastace opevnění se uskutečnila v létě roku 1916, kdy při brusilovově ofenzívě ruské jednotky vyhnaly z opevnění čtvrtou rakouskou armádu. V těchto bojích bylo zabito 200 rakouských vojáků, kteří jsou pohřbeni v blízkosti pevnosti.
V roce 1920 se vojsku Semjona Michajloviče Buďonného nepodařilo vyhnat Poláky z pevnosti. Během druhé světové války se boje v blízkosti pevnosti neodehrály.
V roce 1965 se Ministerstvo obchodu SSSR pokusilo zařídit na základě pevnosti sklad konzervovaných produktů. Byly provedeny očistné práce na sklepení, byly přidány regály, dveře, ruční osvětlení, ale kvůli nadměrné vlhkosti a odpařování se místo pro skladování potravin nevyužívalo. Vojenský okruh Carpathia se také pokusil zařídit sklad náhradních dílů pro automobily. Byly provedeny časově náročné přípravné práce, ale myšlenka byla ze stejného důvodu opuštěna.

## Struktura
Pevnost má diamantový tvar se stranami až do 240 metrů. Venku je obklopena hlubokým příkopem s valy a opevněný silnými stěnami. V centrální části pevnosti byla postavena dvoupodlažní kasárna, ke kterým vedou čtyři podzemní chodby, vybudované pod hliněným valem. V kasárnách se rozkládaly obytné, skladové a výrobní prostory pro dělostřeleckou rotu a sídlil zde velitel pevnosti. Obvod pevnosti se skládá ze 105 zabezpečených kasematů, a aby se bylo možné k nim dostat, bylo nutné překonat dvojitou řadu obranných linií.
Pevnost měla četnou, trvale umístěno posádku (v kasematech pevnosti mohlo být umístěno 800 osob) a byla dobře vyzbrojená (vybavena střelami do děl dlouhého dostřelu a velké ráže).

## Galerie

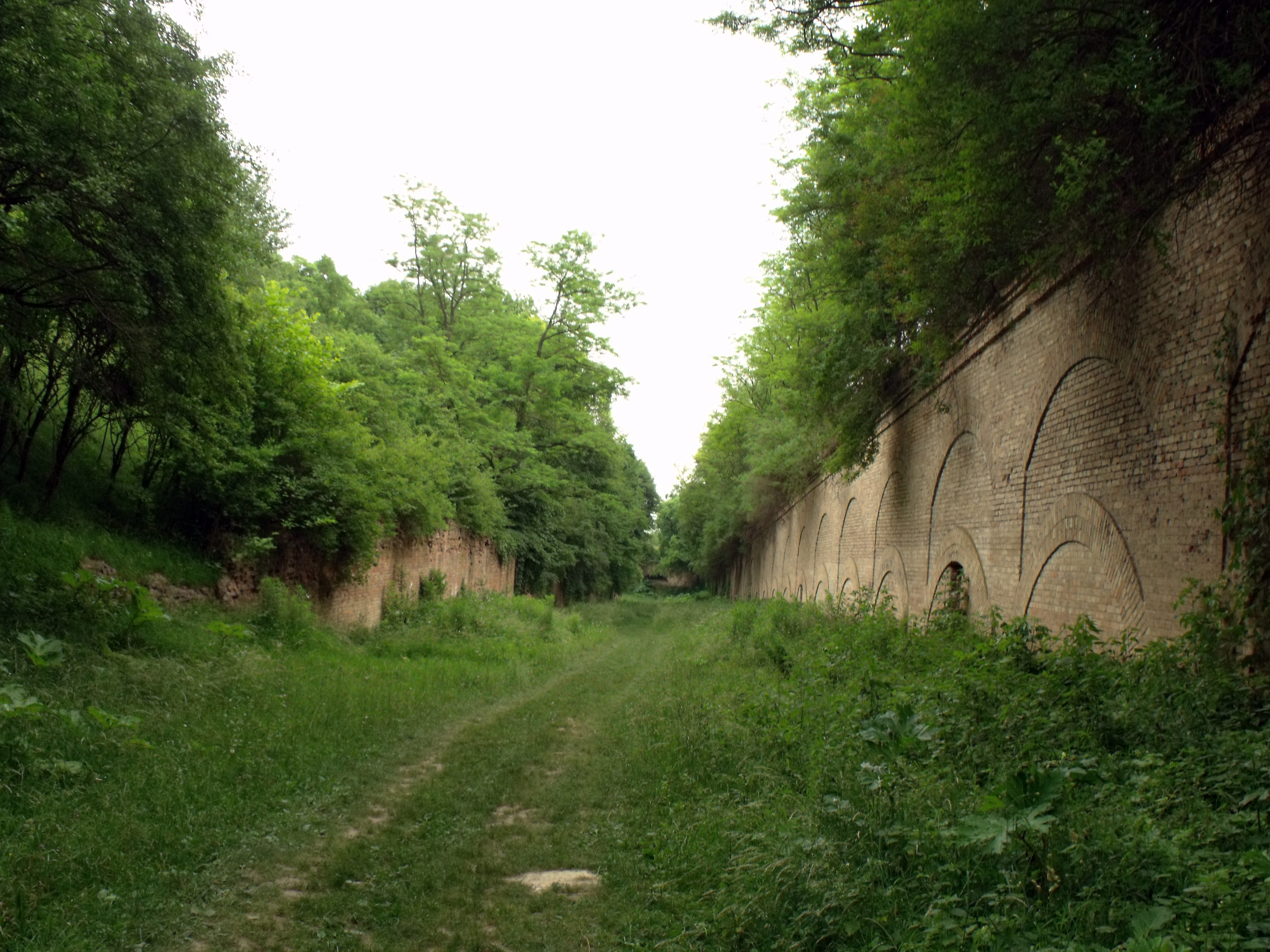
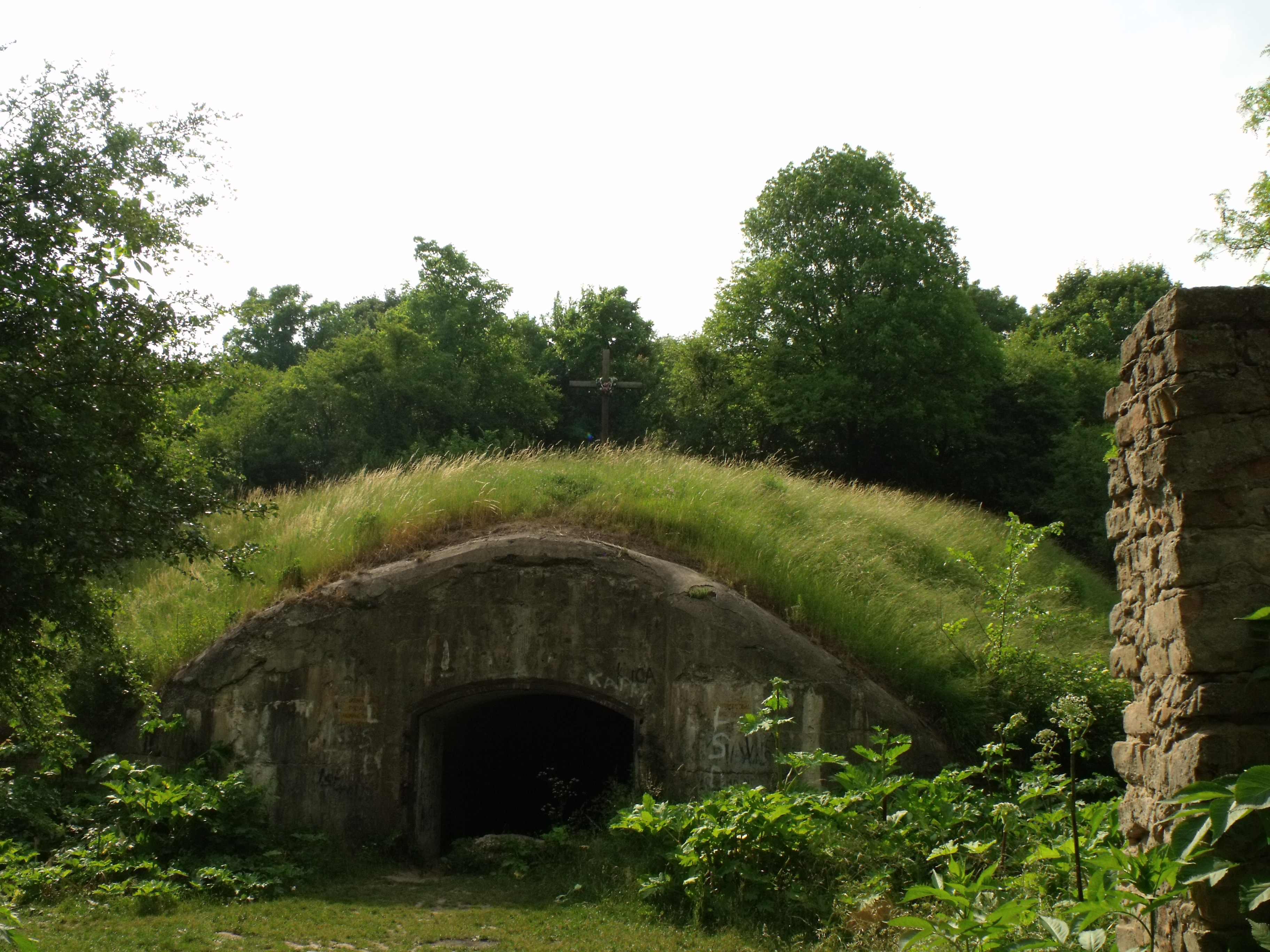
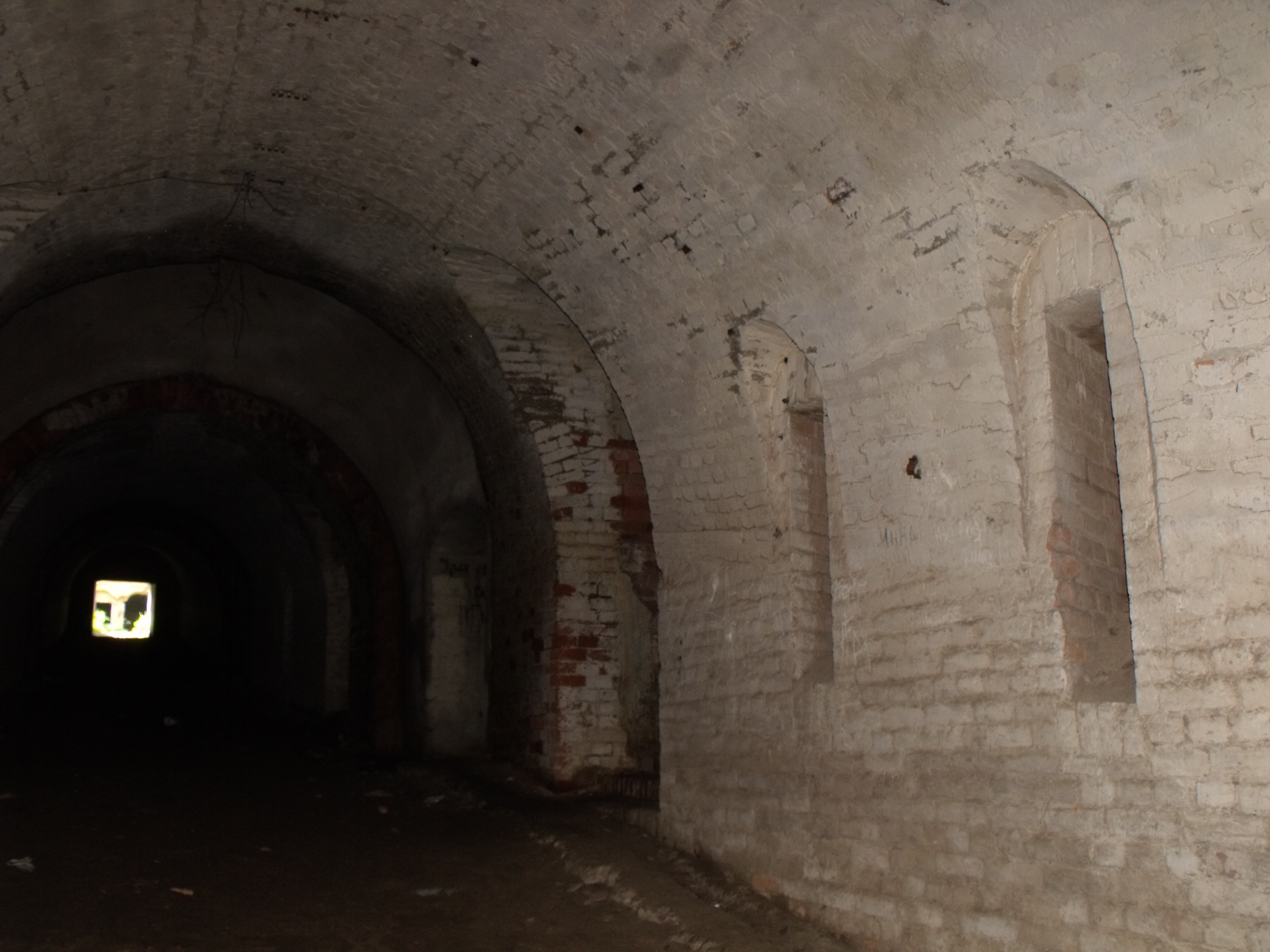
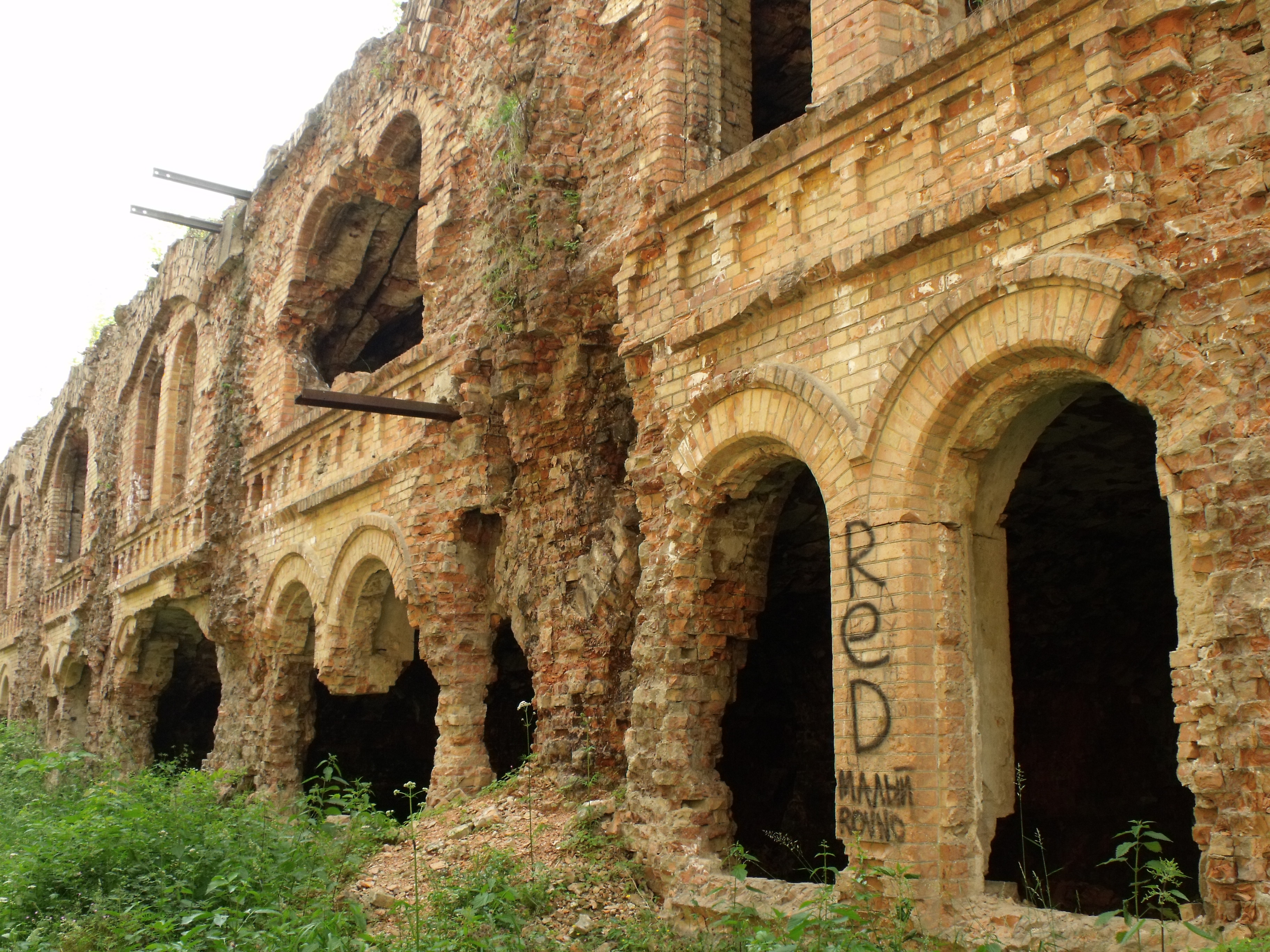
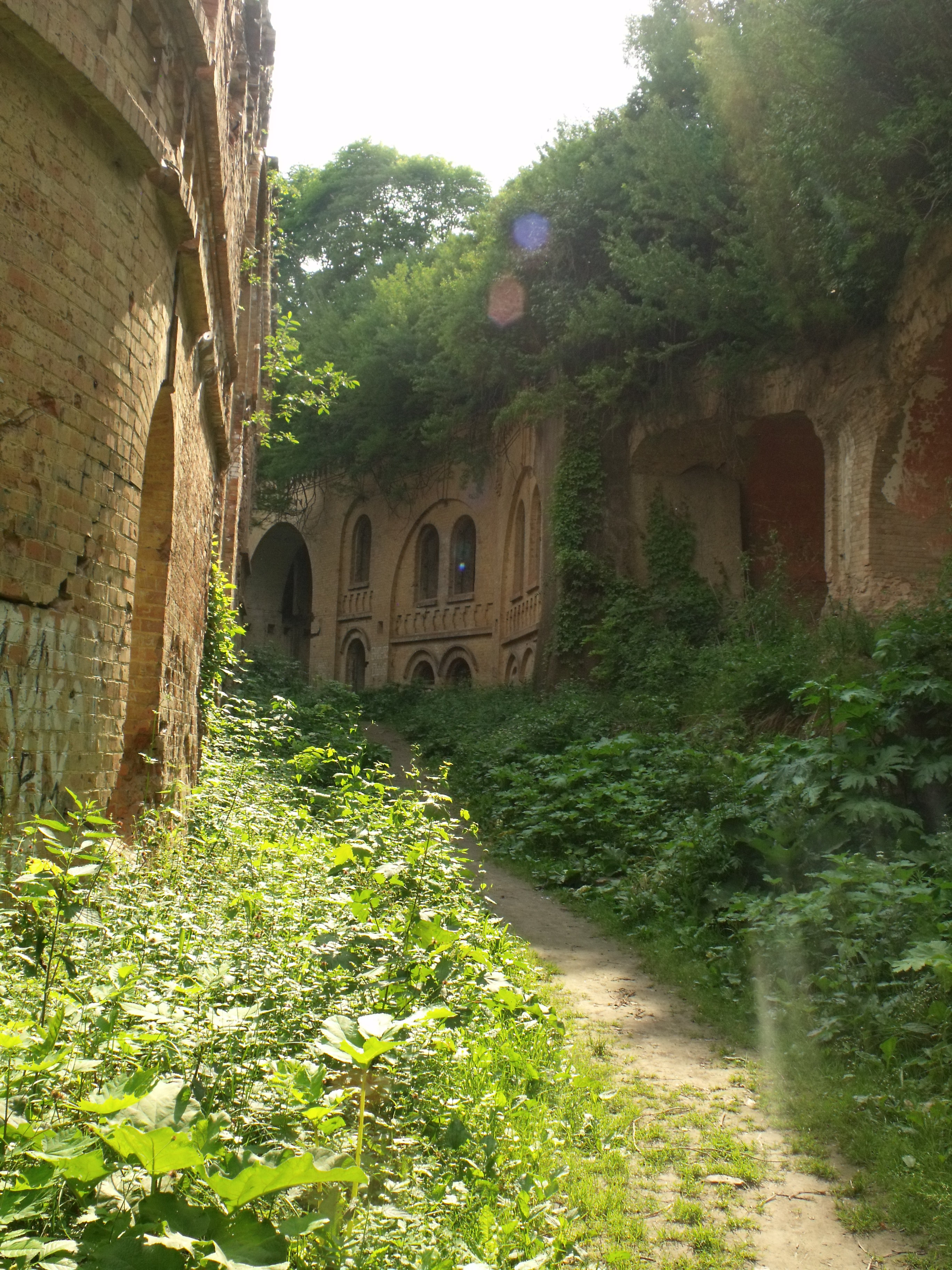
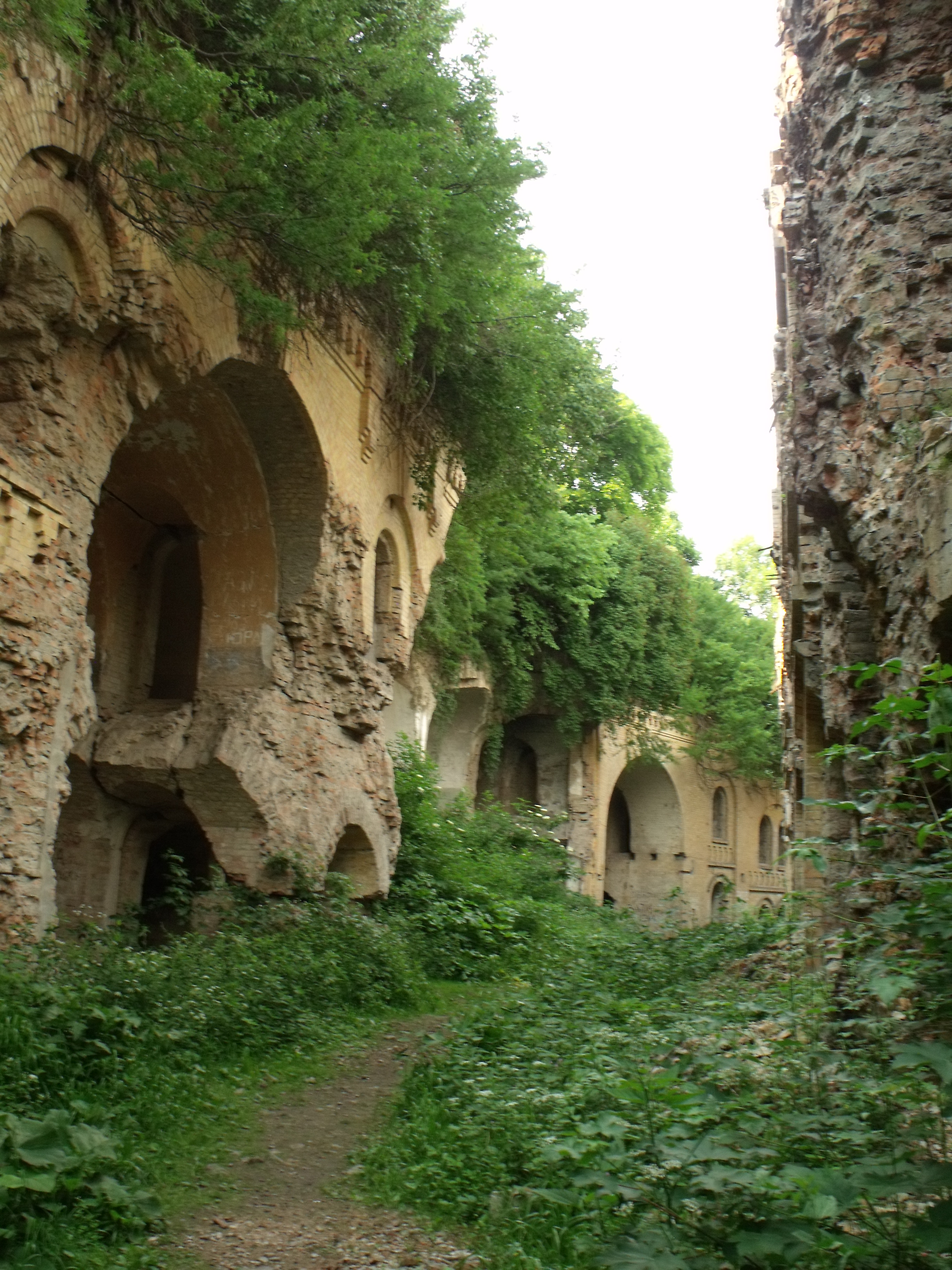
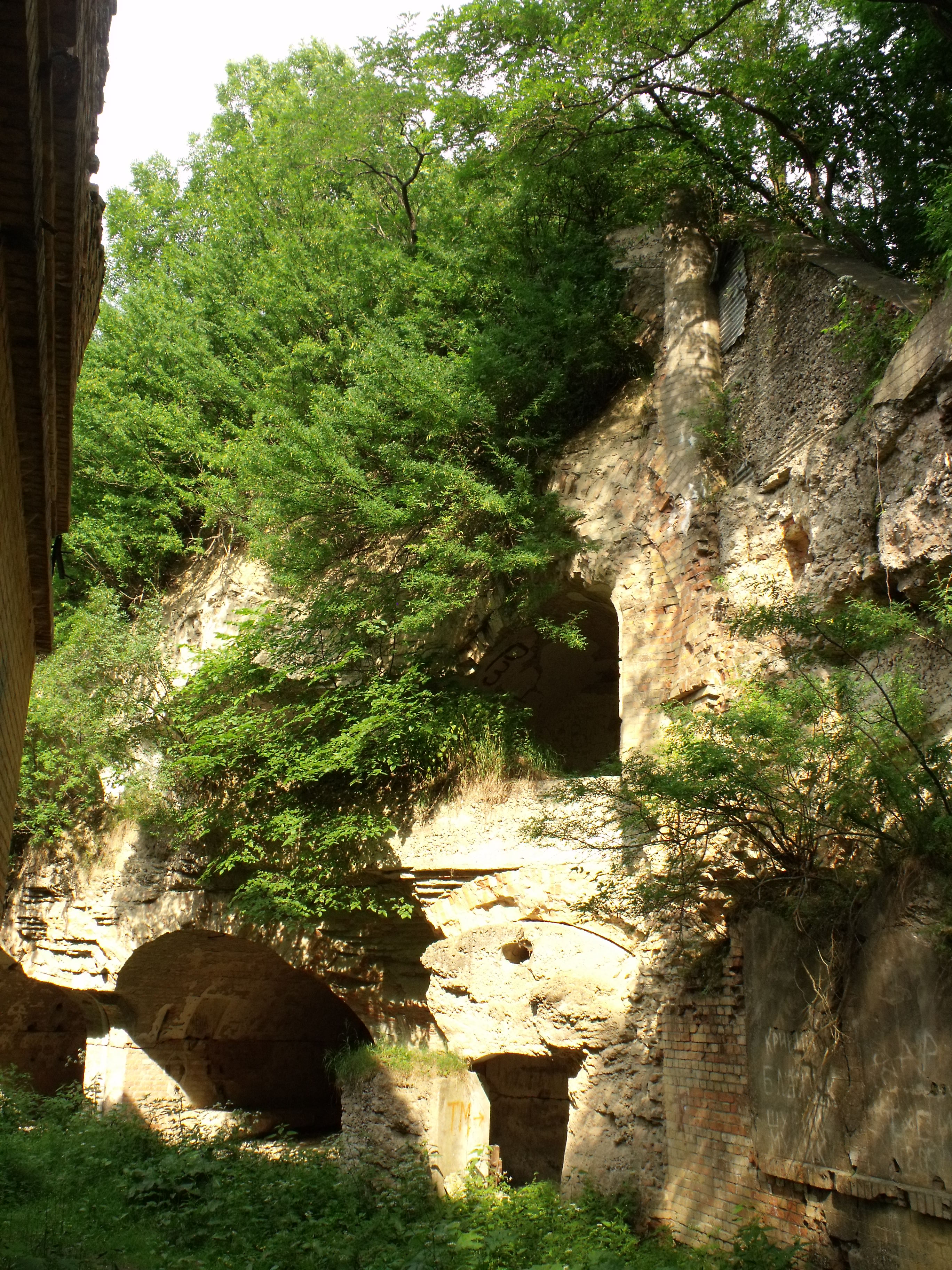
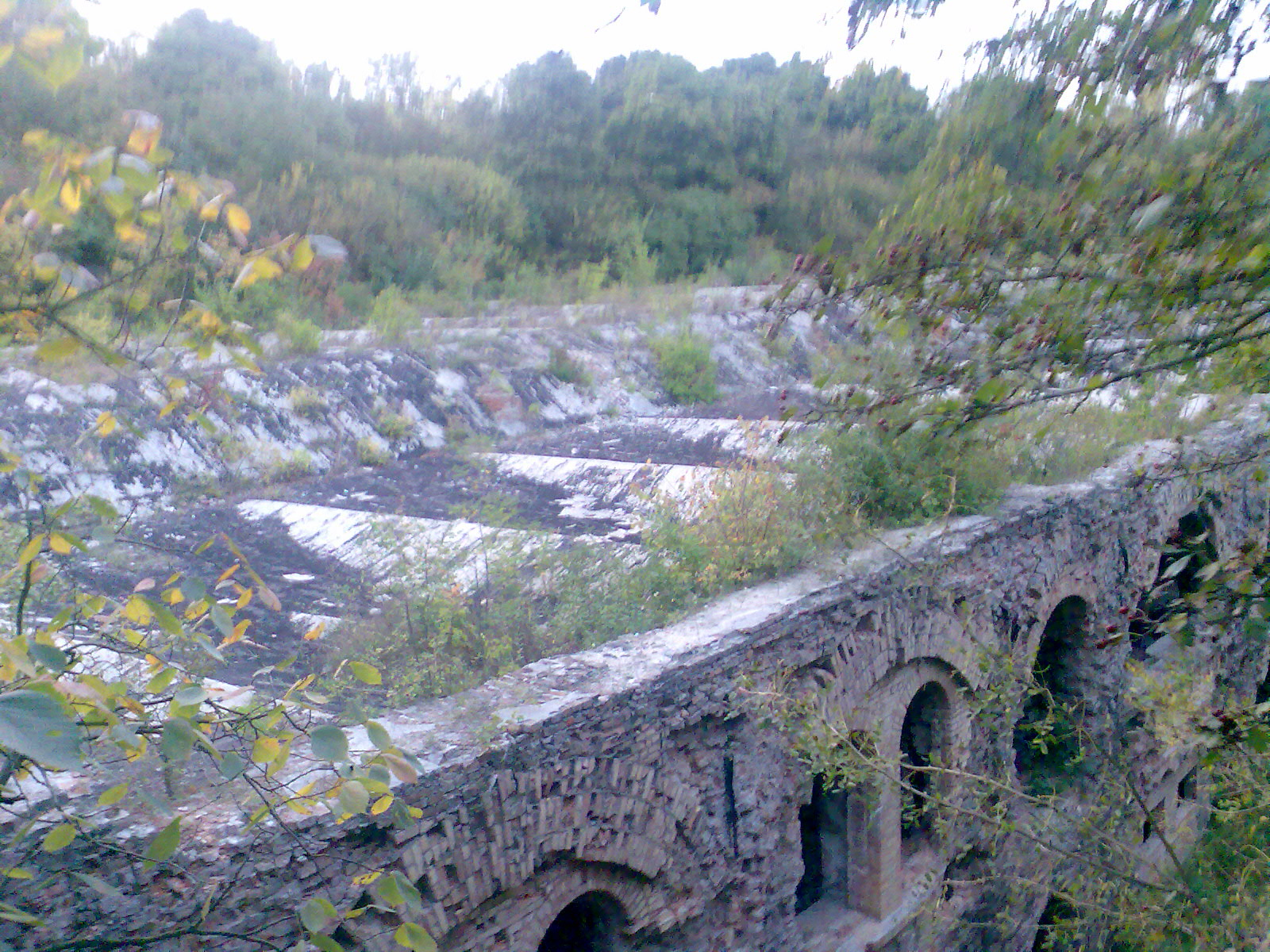

## Zajímavost
Tarakanivská pevnost je jednou z herních lokací počítačové online free to play akční střílečky ve stylu first-person hry s post-apokalyptickým tématem s názvem Survarium.